# Essex House (New York City)

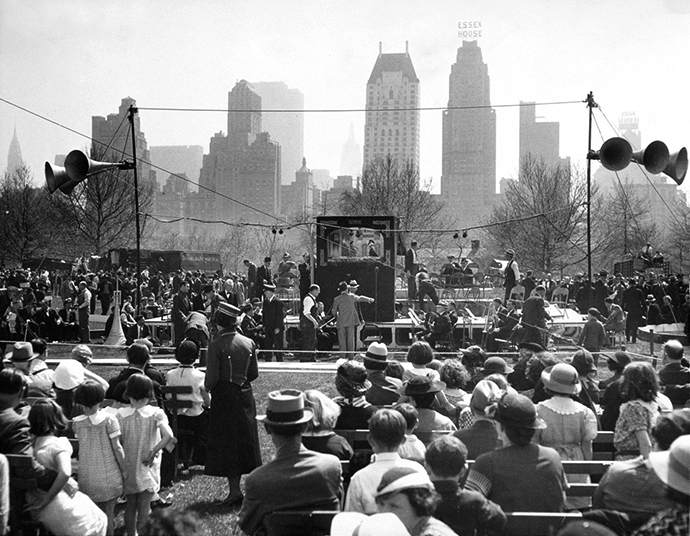
… und ein Foto aus den 1930er Jahren, hier mit dem Hampshire House

Das Essex House, offiziell JW Marriott Essex House ist ein 42-stöckiges Hotel- und Wohnhochhaus in Midtown Manhattan in New York City, USA. In dem 140,5 Meter hohen Gebäude im Stil des Art déco befinden sich neben dem Luxushotel „JW Marriott Essex House New York“ mit seinen 392 Zimmern und 117 Suiten seit 1974 die Essex House Residences mit 185 Eigentumswohnungen. Das 1931 eröffnete Hotel ist eine Ikone unter den Hotels in Manhattan und seit 1994 Mitglied von „Historic Hotels of America“, einem Unternehmen der National Trust for Historic Preservation.

## Lage
Das Hochhaus befindet sich mit seiner Adresse 160 Central Park South an der West 59th Street zwischen der Sixth Avenue (Avenue of the Americas) und Seventh Avenue am Südrand des Central Parks. Benachbarte Gebäude sind unter anderem die ab 2010 erbauten Super-Wolkenkratzer Central Park Tower (472 m), 111 West 57th Street (435 m) und One57 (306 m). Von verschiedenen Bereichen im Central Park bietet sich die klassische bekannte Sicht auf das Hochhaus mit dem großen markanten roten Neonschild „Essex House“ auf dem Dach.

## Geschichte
Ursprünglich stand an Stelle des Essex Houses (sowie angrenzender Gebäude) ein großer Apartmenthaus-Komplex (Central Park Apartments, auch Navarro Flats Apartments genannt), der den Westteil des Häuserblocks zwischen der 58th und 59th Street sowie der Sixth und Seventh Avenue einnahm. Der in Spanien geborene Unternehmer José Francisco de Navarro (1823–1909) hatte hier ab 1882 acht je 13-stöckige, von Hubert & Pirsson entworfene Gebäude errichten lassen. 1888 wurde die teils noch im Bau befindliche Anlage zwangsversteigert. In den nach spanischen und portugiesischen Städten benannten Hochhäusern lebten prominente New Yorker, wie der Politiker Carl Schurz oder die Schriftstellerin Mary Mapes Dodge. Ab 1926 wurden die Gebäude stückweise verkauft, abgerissen und durch Neubauten ersetzt. Neben dem Essex House entstanden hier das 24-geschossige, von Charles W. Clinton entworfene Stadthaus des New York Athletic Clubs und das ebenfalls noch stehende, 36-geschossige Hampshire House, ein Apartment-Hochhaus mit einem markanten, hochgezogenen Kupferdach und zwei mächtigen Schornsteinen.

### 1930er Jahre
Architekt des in der Planungs- und Bauzeit als Park Tower und Seville Towers bezeichneten Gebäudes war der österreichstämmige Frank Grad (1882–1968). Die Bauarbeiten begannen am 30. Oktober 1929, einen Tag nach dem als Schwarzer Donnerstag bezeichneten Absturz der New Yorker Börsenkurse; es kam deshalb zu einer Verzögerung der Arbeiten, dennoch konnte das Essex House am 1. Oktober 1931 eröffnet werden. Bei Fertigstellung war das 42-stöckige und 140,5 m hohe Essex House das höchste Hotelgebäude der Stadt. Die erste Werbekampagne für das neue Hotel lautete: „Always in touch with the Park. Never out of touch with the City“ (deutsch: Immer in Verbindung mit dem Park. Nie ohne Kontakt zur City [gemeint: Geschäftswelt]). Bei der Herkunft des Namens wurde ein Bezug zum Wohnort Grads’ in Essex County in New Jersey vermutet. Die prächtige Gala-Eröffnung wurde unter dem ersten Geschäftsführer des Hotels, Albert Auwaerter, im Ballsaal mit 1.000 Gästen gefeiert. Im Folgejahr wurde der rund 15 Meter hohe, aus rot bemaltem Kupferblech bestehende Schriftzug ESSEX HOUSE auf dem Dach hinzugefügt. Es ist an einer Fachwerkkonstruktion aus Stahlstreben angebracht und wird nachts angestrahlt.
Während der dem Börsencrash folgenden Depressionszeit übernahm die Regierungsbehörde Reconstruction Finance Corporation im Jahr 1932 das Gebäude und blieb Eigentümerin für die folgenden 14 Jahre. In den 1930er Jahren wurde im Essex House das sonntägliche Brunch eingeführt; das Hotel bot als erstes Haus am Central Park diese Mahlzeit an. Das ursprünglich Stroller's brunch genannte Angebot richtete sich vorwiegend an morgendliche Besucher des Parks, die im Anschluss ihres Spazierganges zu einem Besuch des Restaurants animiert werden sollten.

### 1940er bis 1960er
Die Beleuchtung des Schriftzuges auf dem Hoteldach musste während des Zweiten Weltkriegs aus Angst vor Bombenangriffen ausgeschaltet werden. Architekturexperten kritisierten, dass der weit sichtbare Schriftzug die Anmutung des Gebäudes beeinträchtige. Die damalige New York City Art Commission entschied, die Beleuchtung des Logos auch in der Nachkriegszeit zu untersagen, da die Beleuchtung die zu schützende Skyline der Stadt bei Nacht störe. Im Jahr 1946 erwarb der Banker und Immobilieninvestor Samuel H. Golding, Gründer und Präsident der Sterling National Bank and Trust Company, das Hotel. Der neue Eigentümer erwog den Abbau des damals umstrittenen Schriftzuges auf dem Dach aus ästhetischen Gründen, setzte sein Vorhaben aber nicht um.
Am 3. April 1964, einen Tag vor Beginn der New York International Auto Show, wurde der neue Ford GT 40 in Anwesenheit von Henry Ford II, Lee Iacocca und dem Leiter des Sportwagenprogramms John Wyer auf einer Pressekonferenz in der Lobby des Essex Houses präsentiert; mit dem Auto sollte der von Ford II gewünschte erfolgreiche Wiedereinstieg der Marke in den Rennsport gelingen.

### Marriott
1969 erwarb die Marriott Corporation das Hotel. Es firmierte von nun an als Marriott’s Essex House. Im Jahr 1974 kam es unter Marriott zu Umbau- und Renovierungsarbeiten im Gebäude. So wurde ein Teil der Hotelräume zu Eigentumswohnungen umgestaltet und verkauft. Insgesamt entstanden so mehr als 100 solcher Wohnungen, die auf das gesamte Gebäude verteilt und nicht in separaten Wohnungsetagen angelegt wurden. Das Essex House war das erste sogenannte Condominium Hotel der Stadt. Die von Marriott in den 1960ern im Hotel betriebenen gastronomischen Einrichtungen waren das Kings Wharf Restaurant, die Windjammer Bar und der Fairfield Inn Coffee Shop.
Seit September 1973 lebte der vormalige US-Justizminister John N. Mitchell nach der Trennung von seiner Frau im Essex House. Mitchell war Mitglied des Nixon-Kabinettes gewesen und im Frühjahr 1972 zurückgetreten. Im Rahmen der Aufarbeitung der Watergate-Affäre, in die er involviert war, wurde er während seines Aufenthalts im Essex House mehrfach verhört und vom Watergate-Ausschuss des US-Senats befragt. In dem Film All the President’s Men befragt der Reporter Carl Bernstein (gespielt von Dustin Hoffman) Mitchell im Essex House zu dessen Beteiligung an den Spionagevorgängen in der Zentrale des Democratic National Committee.
Landesweit bekannt wurde das Hotel ab Mitte der 1970er-Jahre, weil der damalige Moderator der beliebten Comedy-Show Saturday Night Live der NBC, Don Pardo, in seiner Einleitung stets mitteilte: „Guests of Saturday Night Live stay at the Marriott’s Essex House!“ (deutsch: Die Gäste bei Saturday Night Live übernachten im Marriott’s Essex House).

### Nikko
1985 übernahm die Japan Air Lines Development (U.S.A.) Inc., eine Tochtergesellschaft von Japan Airlines, das Hotel. Das Management wurde der Nikkō Hotels International übertragen und das Hotel in Essex House, Hotel Nikko New York umbenannt. Der Erwerb des Essex Houses sollte Nikko eine Basis für die weitere Entwicklung ihres Hotelnetzes in Nordamerika sein.
Zu Jahresanfang 1989 wurde das Hotel 20 Monate lang für eine grundlegende Renovierung geschlossen. Die zuständigen Architekten waren Brennan Beer Gorman (BBGM). Sämtliche Installationen (Sanitär, Heizung, Klimaanlage, elektrische Netze) sowie die Aufzugstechnik wurden erneuert. Die Neugestaltung der Hotelzimmer unterlag dem Designer Pierre-Yves Rochon, der mit der Verwendung von auftragsgefertigten Louis-seize- und Chippendale-Möbelreproduktionen, Antiquitäten, hochwertigen Teppichen und Marmor versuchte, an den Stil der 1930er Art-déco-Jahre anzuknüpfen. Die Gesamtkosten lagen bei 75 Millionen Dollar. Die Lobby wurde zum Central Park hin erweitert. Die Anzahl der Hotelzimmer wurde auf 580 reduziert. Im Herbst 1991 war die Renovierung abgeschlossen; die Wiedereröffnung des Hotels war ein gesellschaftliches Ereignis in Manhattan. Das ebenfalls renovierte Gourmetrestaurant des Hotels wurde mit seinen 75 Sitzplätzen als Les Célébrités von Christian Delouvrier geleitet, der vorher das Restaurant Maurice im Parker Le Méridien geführt hatte. Ein weiteres Restaurant im Essex House war das Café Botanica. Im Les Célébrités wurde von Porzellan von Bernardaud Limoges und mit Silberbesteck von Christofle gegessen sowie – mit Bezug auf den Namen des Restaurants – Gemälde von Berühmtheiten wie James Dean, Elke Sommer, Tennessee Williams, Phyllis Diller, Gene Hackman, Van Johnson und Billy Dee Williams ausgestellt.

### Westin
Mitte 1998 entschied der Vorstand von Japan Airlines, seine Hotelaktivitäten zu reduzieren und stellte das Essex House zum Verkauf. Eitaro Itoyama, Großaktionär bei der Fluggesellschaft, benannte Starwood Hotels and Resorts als bevorzugten Käufer. 1999 erwarb die Strategic Hotel Capital, eine Immobilieninvestment-Holding aus Chicago, das Gebäude für 260 Millionen Dollar und schloss einen Managementvertrag mit Starwood ab, die das Hotel unter der Marke The Essex House, a Westin Hotel, New York City führen sollten.
Im September 2000 führte Starwood die Luxusmarke The St. Regis Club im Essex House ein. Dieser Bereich, der einen höheren Standard als die Westin-Zimmer bot, umfasste 104 Zimmer auf den oberen Etagen des Gebäudes und verfügte über eine eigene Lounge und Restaurant. Für das Westin verblieben 501 Hotelzimmer.

### Jumeirah

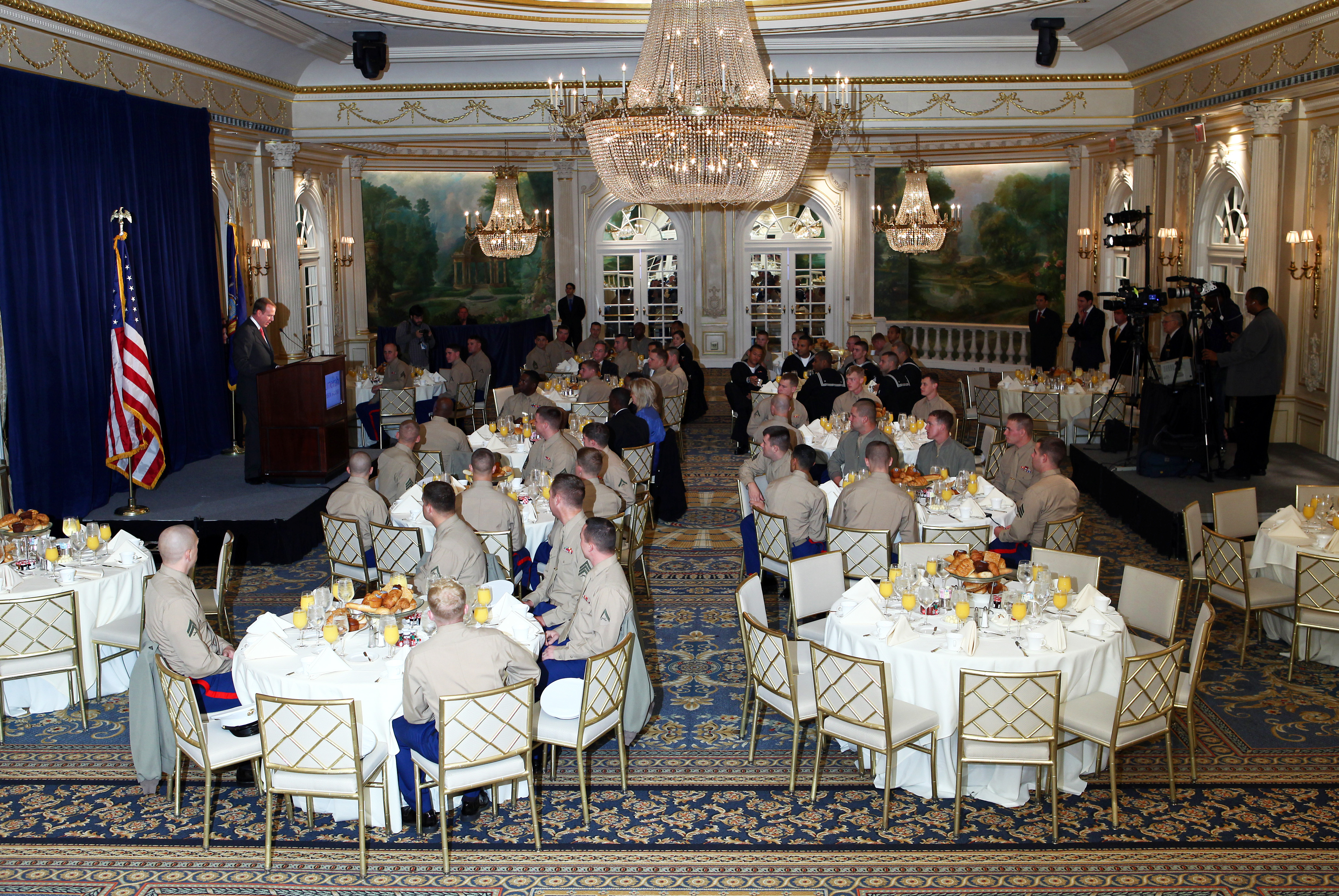
Der Veranstaltungssaal Grand Salon während einer staatlichen Feier, 2009

Bereits im September 2005 verkaufte Strategic das Essex House für 440 Millionen Dollar an die Dubai Investment Group, die Teil der königlichen Familie aus Dubai gehörenden Dubai Holding ist. Der Vertrag umfasste nicht die Dritten gehörenden 139 der 148 Wohnungen des Gebäudes. Im Januar 2006 übernahm die Jumeirah Group das Management des Hotelbetriebs. Das Hotel firmierte nun unter Jumeirah Essex House. Der neue Eigentümer wandelte 90 vormalige Hotelräume in Eigentumswohnungen um und führte unter dem Architekten Costas Kondylis eine rund 90 Millionen Dollar teure Instandsetzung von Zimmern und Bädern des Hauses durch. Auch das bisherige Café Botnica wurde umgebaut und als Gourmetrestaurant South Gate, zunächst unter dem Küchenchef Alain Ducasse und ab 2008 unter Kerry Heffernan wiedereröffnet. Die Ausstattung des South Gate wurde von Designer Tony Chi entworfen, die Weinkarte umfasste 1200 verschiedene Weine. Unter Ducasse wurde das Restaurant mit drei Sternen des Guide Michelin ausgezeichnet. 2008 zog Ducasse mit seinem Restaurant, ab dann Adour genannt, in das St. Regis Hotel, wo er weitere fünf Jahre wirkte.
Das Gebäude wurde im Jahr 1994 in die vom National Trust for Historic Preservation geführte Liste Historic Hotels of America (HHA) aufgenommen. Seitdem darf es sich als Historical Hotel of America bezeichnen.

### J.W. Marriott
In Folge der Entscheidung der königlichen Familie in Dubai, ihr Immobilienportfolio umzustrukturieren, kaufte Strategic Hotels & Resorts das Essex House im Jahr 2012 zurück. Der Kaufpreis betrug 362 Millionen Dollar und Strategic unterzeichnete einen 50-jährigen Managementvertrag mit Marriott. Der Vertrag garantiert Strategic einen Nettogewinn von 21,5 Millionen Dollar jährlich; Strategic erklärte sich im Gegenzug bereit, rund 18 Millionen Dollar in Renovierungs- und Marketingmaßnahmen zu investieren. KSL Capital Partners war Finanzierungspartner. Das Hotel firmiert seitdem unter J. W. Marriott Essex House. Bei der nach Abschluss der Renovierungsarbeiten stattfindenden Wiedereröffnungsfeier des Hotels am 30. April 2013 war neben anderen prominenten Gästen auch der Bandleader Jon Bon Jovi anwesend.
Das Hotel umfasst heute 509 Zimmer und Suiten. Daneben befinden sich 185 Eigentumswohnungen im Gebäude, die von Essex House Residences verwaltet werden.

## Architektur
Das Essex House wird zu den herausragenden New Yorker Gebäuden der 1930er Jahre im Art-déco-Stil gezählt. Die Fassade des Objektes und der Haupteingang wendet sich in nördlicher Richtung zum Central Park. Das Hochhaus besteht aus drei teleskopartig anmutend-aufeinanderstehenden Elementen; Verzierungen und weitere Gestaltungselemente des Art déco wurden zurückhaltend verwendet. Der untere Teil wurde mit Art-déco-Ornamenten sowie einigen Fenstern mit gerundeten Ecken versehen. Der Mittelteil ist schmucklos gehalten. Das obere Drittel, von dem aus der ungestörte Blick auf den Central Park möglich ist, verfügt über drei zurücktretende Stufen. Die Eleganz dieses Gebäudeteils wird allerdings von dem massiven Schriftzug auf dem Dach gestört.
Das Hochhaus ist mit braunen Ziegelsteinen verkleidet. Der großzügige Eingangsbereich ist prächtig ausgestaltet. Die Lobby enthält geriffelte Säulen aus schwarzem Marmor, eine helle Kassettendecke, Bronzeapplikationen und vergoldete Stilelemente. Ein von hier durch das Gebäude führender, ebenfalls in Marmor verkleideter Zentralflur wird von vergoldeten Türen zu den Aufzügen flankiert. Der große Saal ist im Stil der Beaux Arts gehalten.

## Bekannte Bewohner
Viele bekannte Persönlichkeiten lebten in den privaten Apartments des Gebäudes oder waren längerfristig Gäste des Hotels. So wohnten die Schauspieler George Burns und Gracie Allen 1934 im Essex House; der Mobster Lucky Luciano ebenfalls in den 1930ern, Betty Grable und Milton Berle waren Mieter in den 1940er Jahren. Mitte der 1930er Jahre lebten die Autoren Arnold Auerbach und Herman Wouk in einer Suite des Hauses und verfassten Texte für die Komödienautoren David Freedman und Fred Allen. In dem später herausgegebenen halbautobiografischen Werk Wouks, Inside, Outside, wird das Hotel als April House benannt. Der umstrittene Rechtsanwalt Sidney Korshak (1907–1996) unterhielt im Essex House einen Wohnsitz. Weitere Bewohner waren der Sportmanager Casey Stengel und die Opernsängerin und Schauspielerin Lily Pons mit ihrem zahmen Ozelot. Der Komponist Igor Strawinsky lebte ab 1969 in einer Suite im Hotel, und dem britischen Fernsehmoderator David Frost gehörte hier in den 1990ern eine Wohnung. Sänger David Bowie war und sein Kollege Liam Gallagher ist Eigentümer einer Wohnung.
Ebenso ist Doug Band (* 1972), der langjährige persönliche Berater von Bill Clinton, ein Bewohner des Hauses. Bis zu seinem Tod im Alter von 84 Jahren lebte der zeitweilige Eigentümer des Hotels, Samuel H. Golding, im Essex House. Die Politiker Franklin Roosevelt, Richard Nixon und Henry Kissinger übernachteten im Essex House regelmäßig. Ein häufiger Gast bei seinen New-York-Aufenthalten war Bob Marley. Stammgäste waren auch der Schriftsteller Sinclair Lewis, die Entertainer Ed Sullivan, Bing Crosby, Jerry Lewis und Sammy Davis, Jr. sowie der Schauspieler Telly Savalas. Oft mieten sich im Haus die Hollywoodstars Angelina Jolie und Brad Pitt (Penthouse), Jude Law, Nicole Kidman und Samuel L. Jackson ein.

## Todesfälle
Immer wieder kam es zu (manchmal spektakulären) Todesfällen im Essex House. Milton Berles Mutter, Sandra Glantz Berlinger, starb 1954 in ihrer Wohnung. Im Juni 1965 starb der Broadway-Star Mary Boland im Essex House. Am 13. Januar 1979 stürzte sich der unter Depressionen leidende Sänger Donny Hathaway aus seinem Apartment im 15. Stock. Ein früherer Kapitän des Blue-Devils-Basketballteams der Duke University, der 49-jährige Thomas Emma, stürzte sich im Juni 2011 aus dem 12. Stock des Nachbargebäudes New York Athletic Club auf ein darunter liegendes Dach des Essex Houses zu Tode.
Der mysteriöse Todesfall des Immobilieninvestors Solomon Obstfeld wurde von den Medien aufgegriffen. Der 55-jährige Millionär soll sich im Juni 2010 von der Terrasse seines Apartments in der 19. Etage gestürzt haben; sein Körper wurde auf einem 17 Stockwerke tiefer liegenden Dach gefunden. Nach Medienangaben bezweifelten Freunde und Bekannte den von der Polizei festgestellten Suizid; der Familienvater und erfolgreiche Geschäftsmann habe viele Feinde gehabt.
Im September 2009 wurde von einem Hausmädchen in einer Wohnung des Gebäudes die Leiche der aus Dubai stammenden, 44-jährigen Managerin Andree Bejjani gefunden. Eine Autopsie ergab, dass sie zunächst niedergestochen und dann erdrosselt worden war. In der Folge wurde ein Hotelangestellter, der im Besitz einer Zugangskarte für die Wohnung war, verhaftet und im Juni 2011 zu 23 Jahren Haft verurteilt. Er hatte gestanden, dass er die Getötete vergewaltigen wollte und sie bei ihrer Gegenwehr erdrosselt habe; er habe unter Alkohol- und Drogeneinfluss gestanden.

## Filmkulisse
Das markante Logo auf dem Dach des Gebäudes hat einen hohen Wiedererkennungswert und ist Bestandteil der New Yorker Skyline. Für viele ist es ein Wahrzeichen der Stadt. Entsprechend häufig („unzählbar“) taucht der Schriftzug seit den 1930er Jahren regelmäßig in Filmproduktionen mit dem Drehort Central Park oder auf veröffentlichten Fotografien auf. So ist das Logo bereits 1932 auf dem berühmten Ebbets-Foto Mittagspause auf einem Wolkenkratzer in der Bildmitte des Hintergrunds erkennbar. Das 1973 veröffentlichte Album Selling England by the Pound der Rockband Genesis zeigt ein Foto, in dem die Musiker auf einer Felsengruppe im Central Park vor dem Essex House posieren.
Im Film Kevin – Allein in New York sind Hotel und Logo bei einer Eislaufszene im Central Park erkennbar. Der Zeichentrickfilm Madagascar zeigt mehrfach das Logo bei Aufnahmen im Zoo des Central Parks. Auch im Kurzfilm Pizza Verdi von Gary Nadeau von 2011 wird das Zeichen bereits in der Einleitungssequenz gezeigt. Ebenso taucht das Hotellogo in der Episode The Angels take Manhattan der Serie Doctor Who aus dem Jahr 2012 auf.